# Les Principes de la philosophie
 (juin 2013).
Si vous disposez d'ouvrages ou d'articles de référence ou si vous connaissez des sites web de qualité traitant du thème abordé ici, merci de compléter l'article en donnant les références utiles à sa vérifiabilité et en les liant à la section « Notes et références ».
 (décembre 2023).
Les Principes de la philosophie (en latin : Principia philosophiae) est une œuvre philosophique de René Descartes en 1644, originellement écrite en langue latine. L'objectif poursuivi par Descartes est, selon lui, de « donner des fondements rigoureux à la philosophie ».

## Présentation générale

### Contexte historique
L'époque de Descartes, le XVIIe siècle, est marquée par des controverses scientifiques importantes. La controverse ptoléméo-copernicienne sur les deux systèmes du monde (géocentrisme et héliocentrisme) fait rage ; des grands scientifiques tels que Galilée, partisan du système de Copernic, emploient de nouveaux outils d'observation astronomique (lunette astronomique) qui remettent en cause les textes de l'Antiquité. Il en est ainsi de la représentation du monde d'Aristote, qui soutenait dans le Traité du ciel que l'univers était centré sur la terre et divisé en un monde sub-lunaire et un monde supra-lunaire. 
Par ailleurs, la plupart des théologiens considèrent que la nouvelle théorie est contraire aux Écritures saintes, dont quelques passages semblent indiquer que la terre est fixe. Hormis quelques scientifiques (Galilée, Kepler), les scientifiques de l'époque restent souvent favorables à la thèse du géocentrisme ou penchent pour une conciliation (équivalence des hypothèses). Les écrits favorables à l'héliocentrisme sont interdits par l'Église en 1616, et Galilée, qui n'a pas réussi à fournir des preuves irréfutables de l'héliocentrisme, est condamné en juin 1633 pour avoir défendu la thèse de l'héliocentrisme dans le dialogue sur les deux grands systèmes du monde.
Cette controverse sur la cosmologie marque profondément Descartes et ses contemporains des milieux scientifiques. 
Descartes apprend la condamnation de Galilée en novembre 1633. Il reçoit en 1634 de son ami Isaac Beeckman le Dialogue sur les deux grands systèmes du monde. Selon Adrien Baillet, biographe de Descartes en 1691, Descartes en fut bouleversé : « Cet accident [le procès de Galilée] causa dans son esprit une révolution que le public aurait peine à croire s'il en était informé par d'autres que lui-même. » Par soumission aux autorités ecclésiastiques, Descartes décide donc de ne pas publier le Traité du monde et de la lumière dans lequel il défend la thèse de l'héliocentrisme, et préfère s'orienter vers la philosophie. Pensant que Galilée a manqué de méthode, Descartes souhaite fournir une méthode philosophique pour parvenir à la vérité scientifique. Il publie notamment le Discours de la méthode en 1637, puis, reprenant l'esquisse d'un traité de la divinité rédigé en 1629-1630, les Méditations métaphysiques en 1641.
Le changement de représentation du monde a des retombées métaphysiques très importantes. Descartes pose donc comme fondement de sa philosophie le fameux cogito ergo sum. Le fait de penser est un principe premier, qui se substitue à la cause première de la pensée scolastique. 
Le projet cartésien est un projet de science universelle reposant sur de nouveaux principes philosophiques fondés sur la raison. Descartes a souhaité écrire ces principes de la philosophie pour servir de support pédagogique à des équipes d'enseignants, notamment celles de la Compagnie de Jésus, dont il cherchait à se faire une alliée pour diffuser ses idées.
Moins de 45 ans plus tard, en 1687, Newton, bien décidé à « éviter les chicanes de ceux qui ne veulent pas changer », relève le défi et l'emporte : la mécanique générale est née.

### Contenu
Les Principes de la philosophie sont essentiellement une synthèse du Discours de la méthode et des Méditations métaphysiques. Descartes revient sur le principe du cogito et réaffirme la nécessité de fonder de manière solide la connaissance.

## Résumé

### Recherche de la vérité par la raison sans la lumière de la foi
Dès la lettre préface, Descartes indique que la raison naturelle, considérée comme le fondement premier de la connaissance, autrement dit la sagesse, peut permettre de rechercher la vérité. Le mode de raisonnement privilégié est ici la déduction. C'est le moyen, pour Descartes, de fonder une morale, considérée comme le fruit de la philosophie. L'esprit doit se détacher des sens pour parvenir au raisonnement.
Dans cette démarche, Descartes prétend se passer de la lumière de la foi. Sans doute le récent débat autour de Galilée (1633) y est-il pour quelque chose, lorsque l'on se rappelle que les recherches sur la mécanique céleste, encore à l'état d'hypothèses scientifiques (voir héliocentrisme), furent considérées à cette époque avec une certaine incrédulité par les autorités religieuses. Dans le contexte de la guerre de Trente Ans, la science moderne peine encore à s'affirmer face à la prédominance scolastique porteuse de l'hégémonie cléricale dans le domaine du savoir. 

« C’est proprement avoir les yeux fermés, sans tâcher jamais de les ouvrir, que de vivre sans philosopher ; et le plaisir de voir toutes les choses que notre vue découvre n’est point comparable à la satisfaction que donne la connaissance de celles qu’on trouve par la philosophie ; et, enfin, cette étude est plus nécessaire pour régler nos mœurs et nous conduire en cette vie, que n’est l’usage de nos yeux pour guider nos pas. Les bêtes brutes, qui n’ont que leur corps à conserver, s’occupent continuellement à chercher de quoi le nourrir ; mais les hommes, dont la principale partie est l’esprit, devraient employer leurs principaux soins à la recherche de la sagesse, qui en est la vraie nourriture ; et je m’assure aussi qu’il y en a plusieurs qui n’y manqueraient pas, s’ils avaient espérance d’y réussir, et qu’ils sussent combien ils en sont capables. Il n’y a point d’âme tant soit peu noble qui demeure si fort attachée aux objets des sens qu’elle ne s’en détourne quelquefois pour souhaiter quelque autre plus grand bien, nonobstant qu’elle ignore souvent en quoi il consiste. Ceux que la fortune favorise le plus, qui ont abondance de santé, d’honneurs, de richesses, ne sont pas plus exempts de ce désir que les autres ; au contraire, je me persuade que ce sont eux qui soupirent avec le plus d’ardeur après un autre bien, plus souverain que tous ceux qu’ils possèdent. Or, ce souverain bien considéré par la raison naturelle sans la lumière de la foi, n’est autre chose que la connaissance de la vérité par ses premières causes, c’est-à-dire la sagesse, dont la philosophie est l’étude. Et, parce que toutes ces choses sont entièrement vraies, elles ne seraient pas difficiles à persuader si elles étaient bien déduites. »

— Descartes ,  les Principes de la philosophie (lettre-préface de l’édition française)

### Classification des connaissances
Voici un extrait significatif de l'œuvre, qui donne un éclairage sur la classification des connaissances telle que la concevait Descartes :
« Ainsi toute la philosophie est comme un arbre, dont les racines sont la métaphysique, le tronc est la physique et les branches qui sortent de ce tronc sont toutes les autres sciences qui se réduisent à trois principales, à savoir la médecine, la mécanique et la morale, j’entends la plus haute et la plus parfaite morale, qui, présupposant une entière connaissance des autres sciences, est le dernier degré de la sagesse. Or comme ce n’est pas des racines, ni du tronc des arbres, qu’on cueille les fruits, mais seulement des extrémités de leurs branches, ainsi la principale utilité de la philosophie dépend de celles de ses parties qu’on ne peut apprendre que les dernières. »
L'ambition de Descartes est grande : fournir un fondement rigoureux, une nouvelle métaphysique reposant sur le cogito, qui engendre une nouvelle classification des connaissances. Dans la Grèce antique, les présocratiques (Thalès, Pythagore) étaient des scientifiques. La philosophie s'est développée par la suite, avec Socrate, Platon, et Aristote. On retrouve dans la vie de Descartes cette progression de la science vers la philosophie.
Ce qui est surprenant, toutefois, c'est le mélange des genres [réf. nécessaire] : depuis les xiie et xiiie siècles, on considérait la philosophie comme une discipline autonome, avec trois grandes branches : la métaphysique, la logique, et l'éthique [réf. nécessaire]. Ces branches résultaient du travail de classification effectué par Thomas d'Aquin, à partir des œuvres des plus grands philosophes grecs, Platon (redécouvert dès la période carolingienne), et surtout Aristote, réintroduit en Europe à partir du Xe siècle, et surtout du XIIe siècle.
On ne voit dans cette classification ni la logique, ni les mathématiques, ni l'astronomie.